# Telmatobius ventriflavum
Telmatobius ventriflavum là một loài ếch thuộc chi Telmatobius sống tại miền tây Andes ở Peru.

## Tên
Tên loài có nguồn gốc tiếng Latin venter ("vụng"), và flavus ("vàng"), xuất phát từ màu sắc ở mặt bụng loài này.

## Phát hiện
Các mẫu vật loài này được phát hiện năm 2012, trong một cuộc nghiên cứu cho Học viện Bảo tồn Sinh học Smithsonian (Smithsonian Conservation Biology Institute). Loài này được mô tả như một loài mới, tách biệt với hai loài sống gần đó là Telmatobius intermedius và T. rimac, trong tạp chí ZooKeys vào tháng 2 năm 2015.
Khu vực mà loài này được phát hiện được xem là "nghèo thành phần loài", và có hai loài Telmatobius sống gần đó (T. rimac 200 kilômét (120 mi) về phía bắc và T. intermedius 170 kilômét (110 mi) về phía nam). Vùng phát hiện có địa thế thuận tiện cho đi lại, gần với quốc lộ nối thành phố Ayacucho với xa lộ Liên Mỹ.